# The Verve
The Verve (ou Verve à ses débuts) est un groupe de rock britannique, originaire de Wigan, en Angleterre. Il est formé en 1989 par le chanteur Richard Ashcroft, le guitariste Nick McCabe, le bassiste Simon Jones et le batteur Peter Salisbury.
Longtemps considéré comme un des groupes les plus innovants et captivants de la scène pop contemporaine britannique (également appelée britpop), The Verve a finalement connu un succès international majeur en 1997 avec le tube Bitter Sweet Symphony, nommé pour le Grammy Award de la meilleure chanson rock,,. Leur chanson Lucky Man a connu aussi un grand succès. Outre cette fulgurante popularité, la montée du groupe est en réalité l’aboutissement d’une longue maturation qui débute à l’aube des années 1990 et dont le déroulement fut perturbé par une séparation, de multiples poursuites judiciaires, ainsi qu’une importante consommation de narcotiques.
Attaché à l'esthétique psychédélique des années 1960, le groupe la vivra toutefois comme un frein à sa reconnaissance commerciale, malgré des critiques toujours approbatrices. Leurs deux premiers albums, A Storm in Heaven et A Northern Soul, les laissent ainsi dans un relatif anonymat avant l'immense succès de leur troisième album, Urban Hymns.
Au printemps 2007, sans aucun contrat avec un quelconque label, le groupe se reforme dans sa composition originale et commence l'enregistrement d'un nouvel album fin juin. Une mini-tournée est annoncée début novembre à Glasgow, Blackpool et Londres. L'album Forth sort quelques mois plus tard, confirmant un retour du groupe. Un nouvel album est annoncé pour 2010. Cependant, fin 2009, le groupe se sépare une nouvelle fois, mettant fin à ce projet.
Le chanteur Richard Ashcroft résume leur historique ainsi : « Je pense que notre histoire est une histoire à laquelle peuvent se rapporter beaucoup de gens, parce que ça n’a pas été le bonheur dès le début, tout n’est pas arrivé du jour au lendemain… On a eu nos hauts et nos bas, on a eu une séparation, on a eu ceci, on a eu cela… c’est comme ça, c’est la vie à l’intérieur d’un groupe, et en ce moment, le monde est enfin à l’écoute de ce qu’on a fait et dit depuis le début. »

## Biographie

### Débuts etVerve(1990–1992)
Tout d’abord connu sous le nom de « Verve », le groupe se forme en 1989 à Wigan, une ville du nord de l’Angleterre. Mené par Richard Ashcroft, la composition originale du groupe comprend le guitariste Nick McCabe, le bassiste Simon Jones et le batteur Peter Salisbury. Ils effectuent leur premier concert au Honeysuckle Pub de Wigan le 15 août 1990, lors de l'anniversaire d'un de leurs amis qui fêtait ses 18 ans.
Partageant une même affection pour le rock et le funk (ainsi qu'une semblable attirance pour le psychédélisme), le quatuor signe avec le label Hut Records en 1991. En 1992 le single All in the Mind est le premier d’une série de titres indie qui bénéficient notamment du travail graphique du designer Brian Cannon pour les jaquettes. Les titres qui suivent, tels que She's a Superstar et Gravity Grave capturent la véritable identité musicale du groupe, servie par la voix d’Ashcroft et la guitare de McCabe. Le groupe est immédiatement reconnu par les professionnels et le public indé (les trois singles arrivent n°1 sur le UK Indie Chart) mais le grand public ignore tout du groupe. En décembre 1992, le groupe sort son premier EP, Verve.

### A Storm in Heaven(1993-1994)
En 1993, leur premier album, A Storm in Heaven, produit par John Leckie, véritable fan du groupe, est un désastre commercial. Bien que les critiques soient favorables à l'album, et que tous les singles du groupe arrivent à la première place de l'UK Singles Chart, ce dernier connaît un piètre résultat commercial, classé 27e des classements. Le groupe joue plusieurs concerts avec Oasis qui, à cette période, est relativement inconnu.
L’été qui suit, Verve apparaît sur la scène du Lollapalooza, et entame une tournée qui est une véritable catastrophe. Salisbury est arrêté pour avoir détérioré une chambre d’hôtel lors d’un passage au Kansas, et Ashcroft est hospitalisé après avoir été victime d’une sévère déshydratation,. Cet événement n'empêche néanmoins pas le groupe de jouer de nouveau dès le lendemain. Durant cette période, le label de jazz américain Verve Records lance un procès contre le groupe, forçant le quatuor à changer officiellement leur nom en The Verve.

### A Northern Soulet première séparation (1995–1996)
The Verve retourne en studio à Wigan fin 1994 pour commencer d'écrire et d'enregistrer des chansons pour leur deuxième album studio. Parlant des conditions d'écriture et de réalisation de l'album dans leur studio, Ashcroft déclare : « Pour faire ces enregistrements, nous avons composé dans notre studio de Wigan, un véritable cachot, où vous êtes dénué de toute notion de mode, de tout contact extérieur, ou de pensées telles que « C'est ce que nous devrions faire pour plaire ». Nous sommes un groupe qui va en studio et joue la musique qu'ils entendent dans leur tête plutôt que celle qu'ils lisent dans les magazines ou entendent à la télévision[réf. nécessaire]. »
A Northern Soul sort le 20 juin 1995. Enregistré sous l’influence d’une consommation massive d’ecstasy, cet album ne rencontre pas le succès escompté, une fois de plus délaissé par le public. Techniquement, A Northern Soul est un changement de style pour le groupe, passant du rock psychédélique qui avait rythmé leurs publications de 1990 à 1994 vers un rock alternatif tendant toujours plus vers la britpop, genre à son apogée à cette époque, comme on le voit dans les singles This Is Music ou History. Pourtant généralement salué par la critique, les ventes de l'album ne décollent pas, poussant Ashcroft à quitter le groupe trois mois seulement après la sortie de l'album, déclarant le groupe « fini et sans avenir ».

### Urban Hymnset deuxième séparation (1997–1999)
Ashcroft se ravise et remet The Verve sur pied quelques semaines plus tard. McCabe refuse de réintégrer le groupe, remplacé par le guitariste Simon Tong. Finalement, début 1997, McCabe fait son retour, et c’est alors au nombre de cinq qu’ils enregistrent leur troisième opus, Urban Hymns. Soudain, le groupe est propulsé sur la scène internationale par le tube Bitter Sweet Symphony, construit autour d’un extrait d’une version symphonique du titre The Last Time des Rolling Stones interprétée par le Andrew Loog Oldham Orchestra,. Sortie un mois avant l'album, cette chanson fait son entrée dans les charts britanniques à la seconde place et marque l’été 1997 dans le monde entier, atteignant le top 10 dans une vingtaine de pays.
L'album Urban Hymns propulse The Verve au rang des groupes les plus populaires du Royaume-Uni, et lui permet de décrocher trois récompenses aux Brit Awards, dont celle du meilleur groupe britannique. Le groupe reçoit 25 disques de platine à travers le monde dont 8 au Royaume-Uni. La prédiction de Ashcroft en 1993 : « Nous avons notre place dans l’Histoire. Cela nous prendra peut-être trois albums, mais nous y arriverons », se révèle finalement exacte. Pourtant, même au sommet de leur carrière, le groupe joue de malchance car Bitter Sweet Symphony est construit autour d'un sample des Rolling Stones emprunté illégalement, ce qui fera l'objet de procédures judiciaires. La totalité des droits de la chanson Bitter Sweet Symphony reviennent à ABKCO, qui contrôle alors les droits de l’ancien catalogue des Rolling Stones. En 2019, les crédits de la chanson sont finalement accordés à Richard Ashcroft.Aux MTV Video Music Awards de 1998, Bitter Sweet Symphony est nommée vidéo de l'année, meilleure vidéo de groupe, et meilleure vidéo alternative.
Le deuxième single issu de l'album, The Drugs Don't Work atteint la première place dans les charts et devient le premier véritable tube au Royaume-Uni dont tous les droits revinrent à The Verve. Il est suivi par Lucky Man et Sonnet. Le groupe fait une tournée triomphale à travers le monde, se faisant connaître au Japon par exemple où les ventes explosent. L'apogée du groupe est le concert à Haigh Hall, en Angleterre, qui rassemble plus de 200 000 personnes, et qui est un bootleg très connu. Un nouveau malheur s’abat cependant sur le groupe quand McCabe abandonne leur tournée aux États-Unis en 1998. Après des mois de rumeurs, ils se séparent officiellement l’été suivant.

### Forthet troisième séparation (2007-2009)

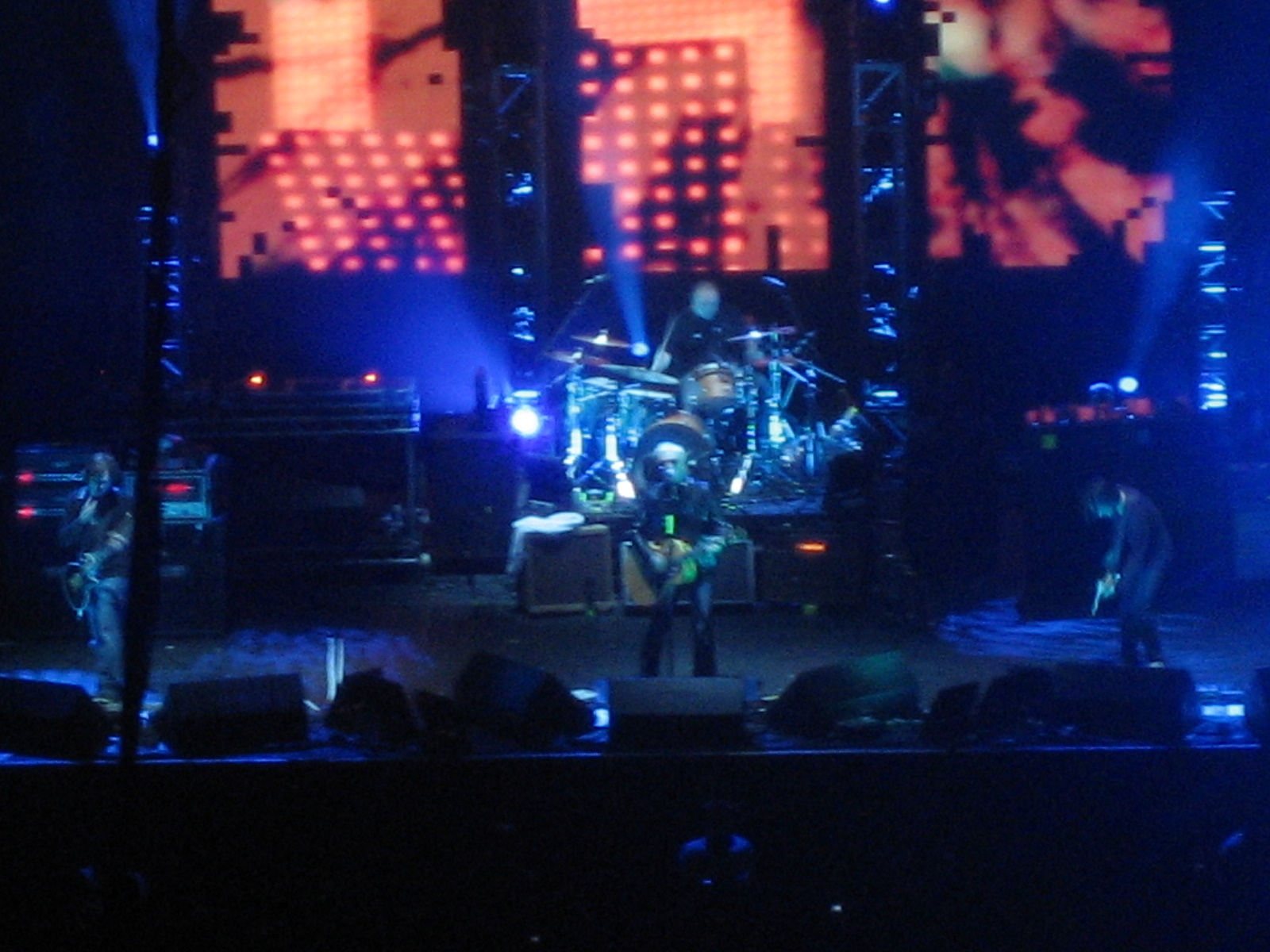
The Verve à Greenwich, Londres, le 13 décembre 2007.

Neuf ans plus tard, au printemps 2007, le groupe se reforme. Les quatre musiciens de la formation originale se retrouvent fin juin dans un studio londonien pour l'enregistrement d'un nouvel album. Une page MySpace est créée le 24 juin. Ils annoncent six dates au Royaume-Uni (Glasgow, Blackpool, et Londres) pour le mois de novembre, dont les places sont vite épuisées. Ils rallongent donc leur tournée de quatre dates pour le mois de décembre. Leur réunion est un triomphe. Ils font découvrir au public une nouvelle chanson : Sit and Wonder. En avril 2008, ils partent en tournée aux États-Unis, et interprètent un autre extrait de leur nouvel album : Love is noise. Ils enchaînent avec une tournée des festivals en Europe pendant l'été 2008. Leur nouvel album Forth est annoncé pour le 18 août 2008, le premier extrait Love is noise sortira quant à lui le 4 août.
Malgré le succès de leur album, premier de l'UK Albums Chart, le groupe se sépare une nouvelle fois. Richard Ashcroft décide alors de fonder un nouveau groupe, The United Nations of Sound, dont le premier album est sorti en juillet 2010.

## Membres
- Peter Salisbury - batterie
- Simon Jones - basse
- Richard Ashcroft - chant, guitare
- Nick McCabe - guitare
- Simon Tong - guitare, claviers

## Discographie
- 1993 : A Storm in Heaven
- 1995 : A Northern Soul
- 1997 : Urban Hymns
- 2008 : Forth